# Basen Mozambicki
Basen Mozambicki, także Basen Natalski − basen oceaniczny Oceanu Indyjskiego, położony w jego południowo-zachodniej części, ograniczony Wyniesieniem Madagaskarskim i Wyniesieniem Mozambickim, od północy przechodzi w Kanał Mozambicki.